# Alan Stivell
Alan Stivell, pseudonimo di Alan Cochevelou (Riom, 6 gennaio 1944), è un cantautore e arpista francese di celtic fusion.
A lui si deve in gran parte la rinascita ed il rinnovamento della musica celtica, in particolar modo quella bretone, che, a partire dagli anni settanta, lo ha reso celebre nel mondo intero. Il suo nome è legato indissolubilmente all'arpa celtica, strumento del quale è considerato un virtuoso.

## Biografia

### Gli inizi e la rinascita dell'arpa celtica

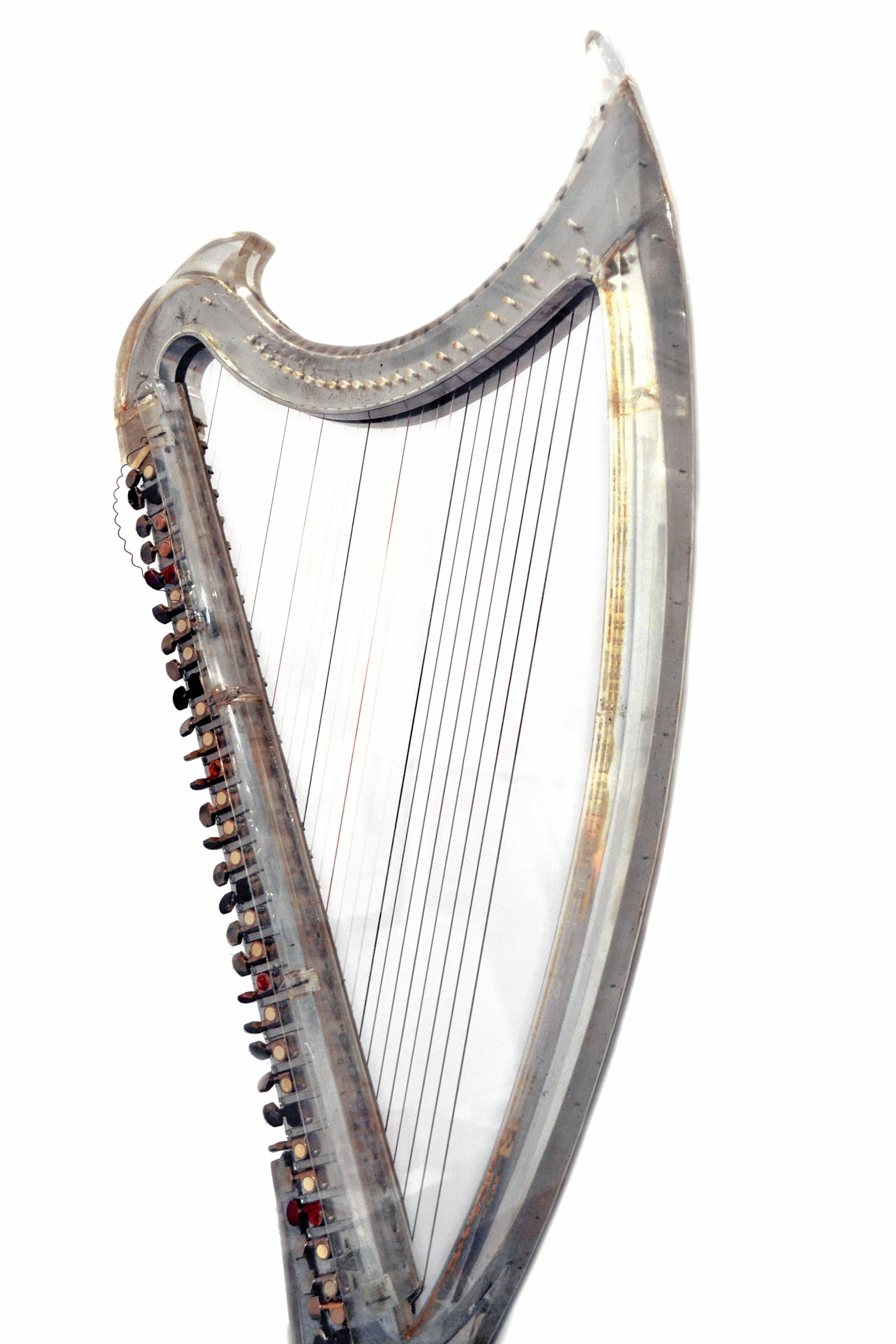
"Telenn Strink", cioè arpa di cristallo. Solid-body in plexiglas (Goas-Stivell, 1987) appartenuta a Stivell dal 1987

Alan Cochevelou nasce a Riom, nel dipartimento del Puy-de-Dôme in Alvernia, dove la famiglia, originaria del Morbihan in Bretagna si era trasferita. Il nome ufficiale francesizzato della famiglia, Cochevelou, è l'imperfetta resa del bretone Kozh Stivelloù, ovvero "Vecchie Fonti"; per la sua carriera artistica, il giovane Alain sceglierà quindi di "ri-bretonizzare" il suo nome, riassumendo la sua forma originaria di Alan Stivell.
La famiglia si trasferisce in seguito a Parigi. Il padre, Jord Cochevelou, è impiegato al Ministero delle finanze francese, e soggetto quindi a frequenti trasferimenti; appassionato della lingua e della cultura del suo paese di origine, la Bretagna, Jord Cochevelou è anche un valente musicista e liutaio, il cui sogno è la ricostruzione perfetta, attraverso lo studio di antiche testimonianze e disegni, di un'autentica arpa celtica, strumento che era stato dimenticato da secoli. Nel 1953 Jord Cochevelou riesce a ricostruire lo strumento e lo offre a suo figlio, allora di soli 9 anni, che già suona l'arpa classica ed il pianoforte. Nelle sue mani, l'arpa celtica torna a nuova vita e il bambino comincia già a esibirsi e ad essere noto.
Il primo concerto in pubblico di Alan Stivell risale al 23 novembre 1953 presso la Maison de Bretagne di Parigi, in occasione di una conferenza stampa organizzata da Denise Mégevand, sua insegnante di arpa, convocata proprio per annunciare la rinascita dell'arpa celtica; lo strumento comincia quindi già da allora ad essere legato indissolubilmente a quello di Alan Stivell. Nel 1955, all'età di undici anni, si esibisce per la prima volta all'Olympia, il tempio della canzone francese, suonando tre brani en lever de rideaux per un concerto di Line Renaud. Tuttora, Alan Stivell è l'artista che si è esibito alla più giovane età all'Olympia, un record difficilmente battibile. A quell'epoca, la sua notorietà inizia già ad essere grande.

### Ritorno alle radici culturali
Nel 1957 il giovane Alan, desideroso di tornare pienamente alle proprie radici, comincia a studiare con applicazione la lingua bretone, di cui si impadronisce ben presto. S'interessa anche alla storia, alla mitologia ed all'arte dei Celti, aiutato anche dal ritorno definitivo della famiglia in Bretagna. Impara a suonare anche la bombarda e la cornamusa (pib-veur in bretone, ovvero cornamusa maggiore), strumenti assai utilizzati nella musica tradizionale bretone. Uno dei maggiori gruppi bretoni di musica tradizionale, il Bagad Bleimor, lo invita a farne parte come solista cedendogli praticamente il rango di leader: Alan Stivell ha 14 anni.
La sua prima incisione discografica risale al 1959, con un primo 45 giri; nel 1961 esce il suo primo album, Telenn Geltiek, interamente composto da brani strumentali per arpa celtica. Nel 1964 suo padre costruisce appositamente per lui un secondo tipo di arpa, la cosiddetta arpa bardica con corde in bronzo; in breve, Alan Stivell si lancia in questa nuova avventura che gli permette tra le altre cose di sperimentare un tipo di musica più moderna. Nel 1966 comincia a prendere lezioni di canto cominciandosi ad esibire ovunque anche come cantante.

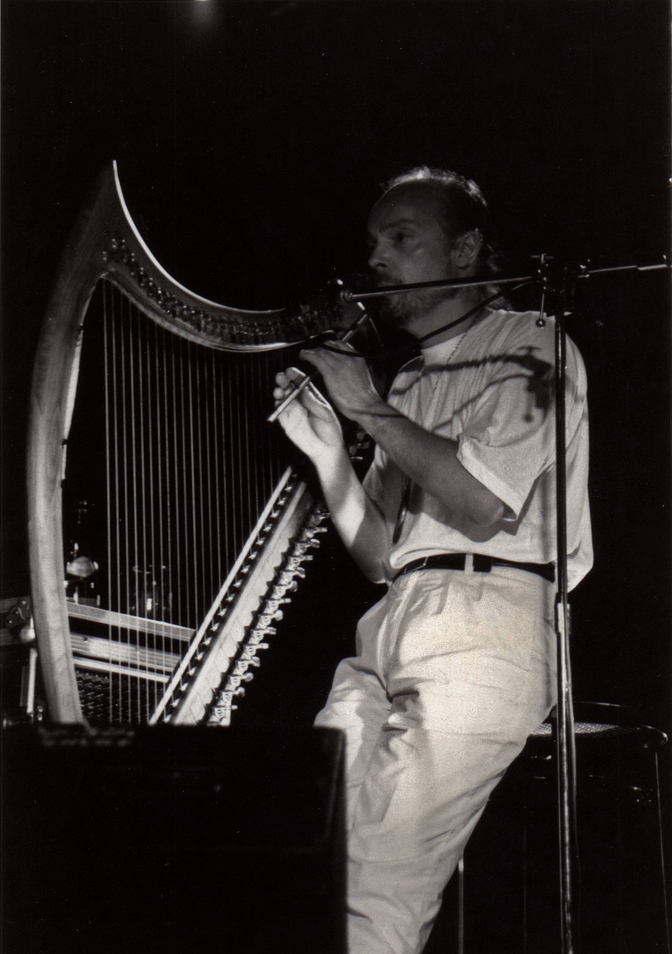
Alan Stivell - Festenal di Dolceacqua 1991

È qui che inizia quella che sarà la caratteristica musicale più spiccata di Alan Stivell, vale a dire non la semplice riproposizione della musica tradizionale, ma il suo utilizzo come base per una nuova e autentica musica bretone moderna. Nel 1968 è a Londra dove si esibisce assieme ai celebri Moody Blues; nel 1970 inizia la sua vera carriera, accompagnata da una decisa presa di coscienza politica che lo porterà ben presto su posizioni apertamente indipendentiste.
Il suo primo album del "nuovo corso", Reflets ("Riflessi", 1970, preceduto dal 45 giri Brocéliande), è pubblicato già da una major come Philips passò in sordina. Uscito in pieno folk revival internazionale, l'album propone una versione della musica bretone rivolta al futuro e alla modernità e seduce il pubblico giovanile alla ricerca della propria identità culturale.
Nel 1971, Alan Stivell pubblica Renaissance de la harpe celtique (lett. "rinascita dell'arpa celtica"), ancora una volta totalmente strumentale Accanto all'arpa celtica, Stivell si serve sì di altri strumenti tradizionali, ma compaiono anche le percussioni e la chitarra acustica affidata alle mani di un autentico virtuoso anch'esso bretone, Dan Ar Braz. Il disco, tra i preferiti dai fan dell'artista, è considerato il suo primo lavoro importante: secondo le parole di Piero Scaruffi, le composizioni che esso raccoglie «crearono un caso etno-musicologico.»
Nel 1972 Stivell torna all'Olympia, stavolta in alcune serate a lui dedicate: è il trionfo. Per l'occasione si fa accompagnare da musicisti di assoluto valore come il già nominato Dan Ar Braz (che suona anche la chitarra elettrica), Gabriel Yacoub, futuro leader dei Malicorne e dal batterista còrso Michel Santangeli, che aveva decise esperienze rock. L'album À l'Olympia dal vivo registrato per l'occasione vende oltre un milione di copie; ma, con il successo, i puristi cominciano a rimproverare a Stivell di fare una musica troppo "commerciale", accusa in grandissima parte del tutto infondata.

### Il successo internazionale

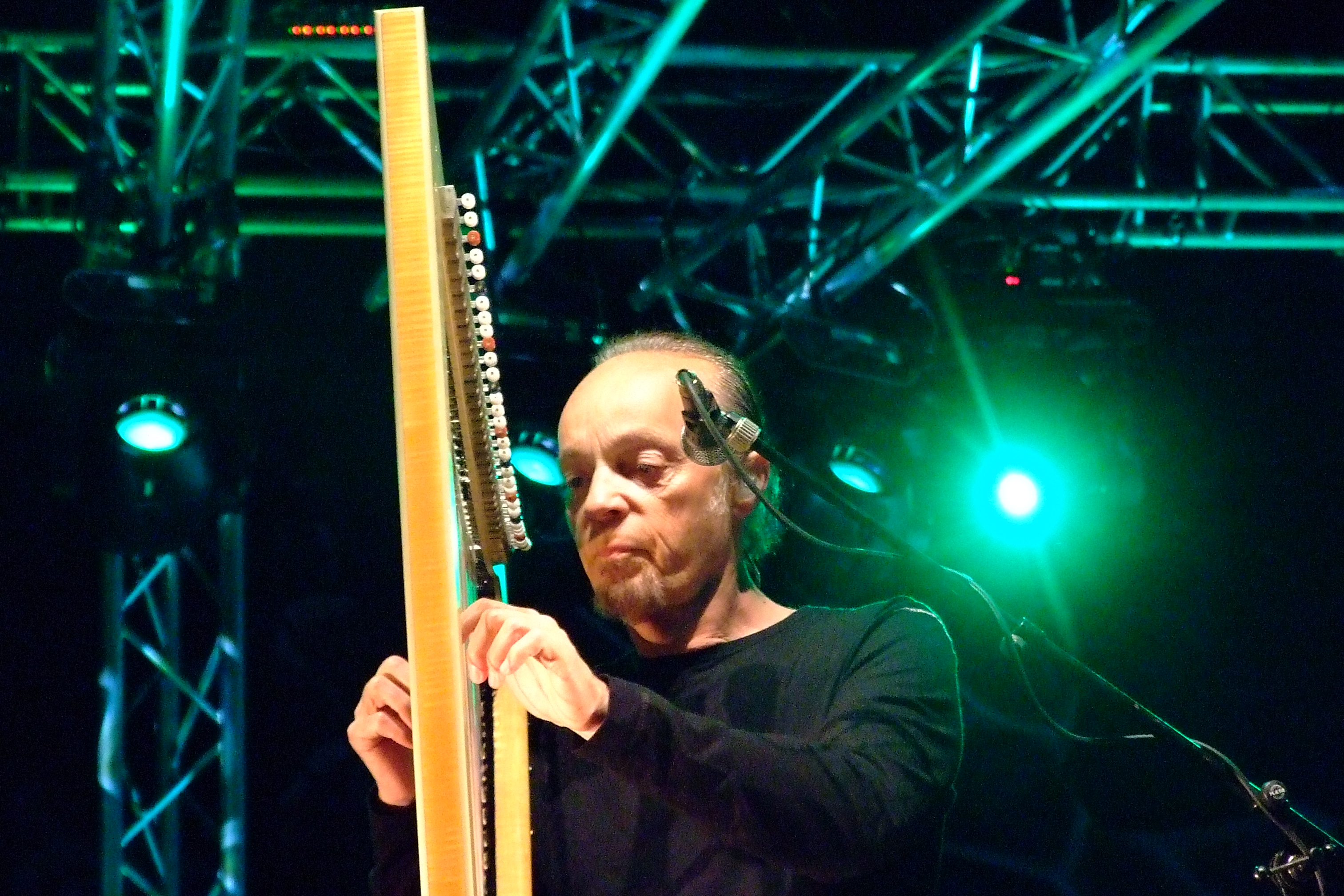
Alan Stivell - Norimberga

Nei primi anni settanta, Alan Stivell è considerato l'alfiere della rinata musica bretone e celtica e vantava un seguito tanto in madrepatria quanto in Inghilterra e negli Stati Uniti. Nel 1973 va in tournée negli Stati Uniti d'America, in Canada e in Gran Bretagna, dove la rivista musicale Melody Maker incorona il suo Chemins de terre come miglior album dell'anno.
Nel 1974 Alan Stivell acquista una casa a Langonnet, in Bretagna, dove registra nel suo studio personale un album più intimista. E Langonned ("A Langonnet" in lingua bretone). Nel 1975, il 26 e 27 novembre tiene due memorabili concerti a Dublino dalla cui sintesi verrà tratto un altro album live di grande successo, E Dulenn ("A Dublino"). La dichiarazione di appartenenza identitaria alla Bretagna di Alan Stivell è contenuta nel brano Delivrance, nel quale la Bretagna è vista come "centro del mondo abitato" e terra di accoglienza. Del 1976 è l'album Trema'n inis (lett. "Verso le isole" in bretone), album dedicato ai poeti della Bretagna e al padre deceduto nel 1974. Nel 1977 Alan Stivell mette in musica l'intera storia della Bretagna nell'album intitolato Before Landing/Raok Dilestra (lett. "prima di approdare").

### La svolta sinfonica degli anni ottanta

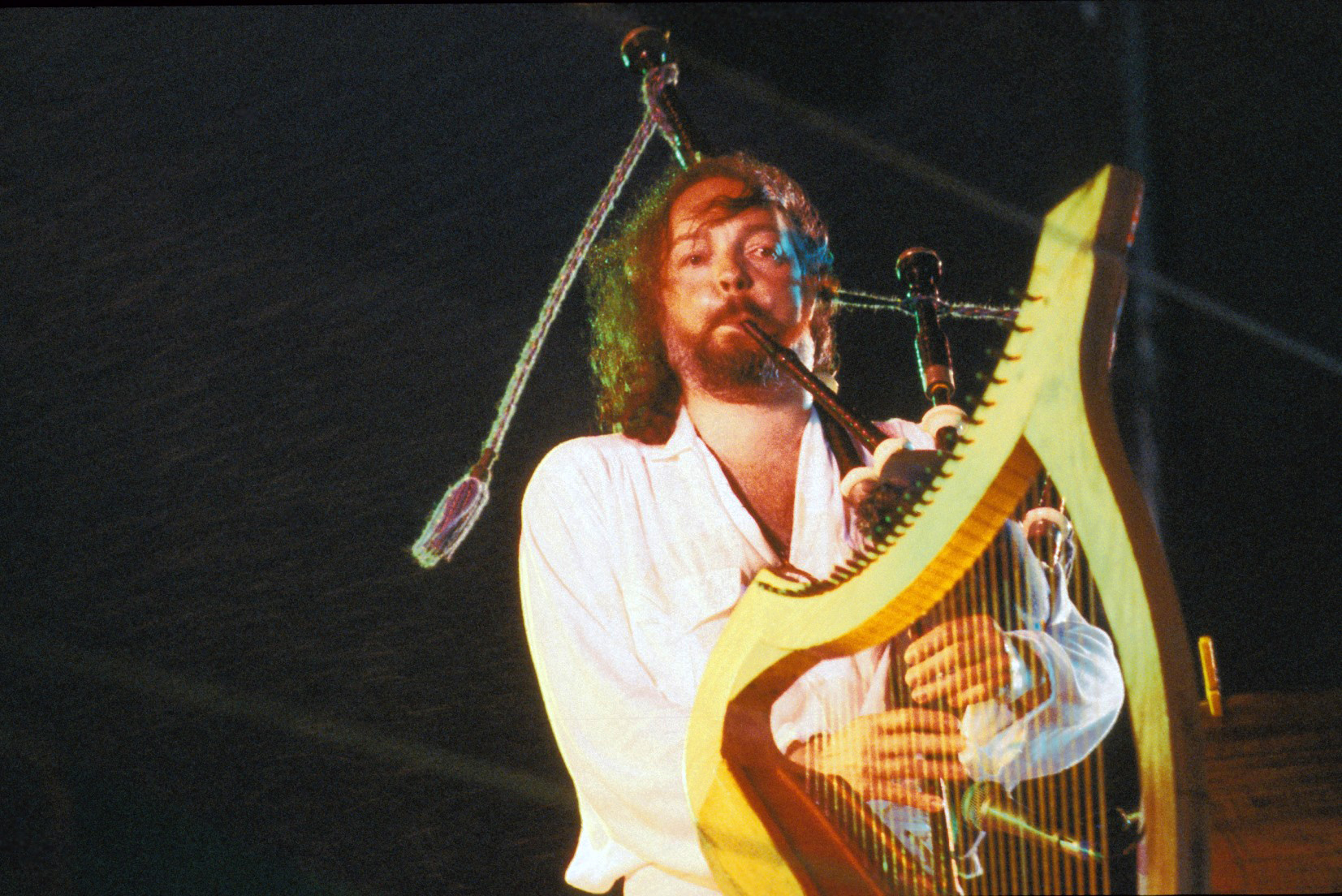
"Symphonie celtique" - Festival interceltico di Lorient

Dopo un album ancora "elettrico" nel 1978, Journée à la maison/Un dewezh barzh gêr (lett. "una giornata a casa") e un altro album live nel 1979, International Tour: Tro ar bed (lett. "giro del mondo") registrato ancora a Dublino e all'Olympia di Parigi, nel 1980 si ha la "svolta sinfonica" con un album doppio che resta forse il suo più famoso: Symphonie Celtique (lett. "sinfonia celtica"). Con una formazione spiccatamente rock, un insieme di bombarde e cornamuse e un'orchestra sinfonica, Alan Stivell, al massimo della contaminazione, si fa accompagnare da una cantante berbera, Djourha, e dal sitar del nepalese Narendra Bataju, allievo prediletto del grande Ravi Shankar. Il risultato è un affresco musicale di inusitata bellezza, che viene eseguito per la prima volta in pubblico al Festival Interceltique di Lorient davanti ad oltre 10 000 spettatori.
Proprio all'apice del successo, la musica celtica comincia a passare un po' di moda e la cosa ha delle ripercussioni sull'attività di Alan Stivell, che non cessa comunque per questo di essere considerato un "mostro sacro". Nel 1980, ha fatto un tour di stadi e parchi in Italia (12 000 spettatori a Roma, 14 000 spettatori a Milano), prima che gli Stati Uniti d'America all'Australia. Nel 1981 pubblica l'album Terre des vivants-Bed an dud vew e parte poi per una tournée internazionale che lo porterà anche in Italia, all'ora dismesso Teatro Apollo di Firenze, dove tiene un memorabile concerto il 1º giugno 1981 di cui non esistono altro che registrazioni artigianali di fortuna. Si esibisce poi al Bobino di Parigi, il teatro reso famoso da Georges Brassens; nel febbraio 1982 è ancora negli Stati Uniti d'America, dove si esibisce al Beverly Theater di Los Angeles e alla Town Hall di New York. Nel 1983 collabora con Angelo Branduardi alla realizzazione del suo album Cercando l'oro.
Seguono poi gli album Légende (1983) e Harpes du Nouvel Âge (1985), che vale a Alan Stivell un Indie Award. Durante tutti gli anni ottanta, mentre la vague celtique declina in Francia, essa comincia a montare (o rimontare) nel resto del mondo e Alan Stivell ne è una delle figure principali. Nel 1989 partecipa alla registrazione del disco The Sensual World della cantante inglese Kate Bush.

### Dagli anni novanta ai nostri giorni

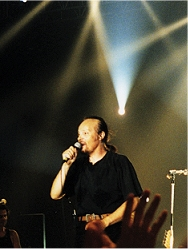
Concerto a Lorient (1998).

Nel 1991 Alan Stivell torna a esibirsi in Francia contemporaneamente all'uscita di un nuovo album, The Mist of Avalon; due anni più tardi, 1993, è la volta di un album antologico intitolato Again, che raggruppa diciassette versioni riarrangiate dei suoi più grandi successi. Con Stivell, nell'album compaiono Kate Bush, Shane MacGowan del gruppo irlandese Pogues, il cantante senegalese Doudou N'diaye Rose e il cantautore francese Laurent Voulzy. Sempre nel 1993 Stivell esegue in duo con il berbero algerino Idir la canzone Isaltiyen "I Celti", che compare nell'album di quest'ultimo Les chasseurs de lumière "I cacciatori di luce". Nel 1995 esce Brian Boru (dal nome di un grande re irlandese che riuscì a sconfiggere i Vichinghi: questo album segna il suo deciso ritorno alla musica più tradizionalmente celtica, corrispondente ad un rinnovato interesse del pubblico europeo ed extraeuropeo.
Nel 1998 esce il 19º album dell'oramai lunghissima carriera di Alan Stivell, intitolato An Douar ("Una sola terra" in bretone): nell'album compaiono Youssou N'Dour, il "re del raï" algerino Khaled, Jim Kerr del gruppo scozzese Simple Minds e il grande Paddy Moloney dei Chieftains. Con quest'ultimo album, Alan Stivell intende dimostrare che le differenze di razza e di lingua (bretone, inglese, wolof, arabo) sono le componenti fondamentali dell'umanità.
Il 16 marzo 1999, assieme ai Tri Yann, a Gilles Servat, a Dan Ar Braz e ad altri artisti di punta della musica bretone è una delle "stelle" del concerto collettivo Bretagnes à Bercy, vero e proprio "capostipite del genere". Nell'aprile del 2000, a 56 anni, un nuovo album, Back to Breizh, dove nuovamente fa la sua comparsa la musica elettronica; nell'agosto del 2001 nuova partecipazione e nuovo trionfo al Festival Interceltique di Lorient.

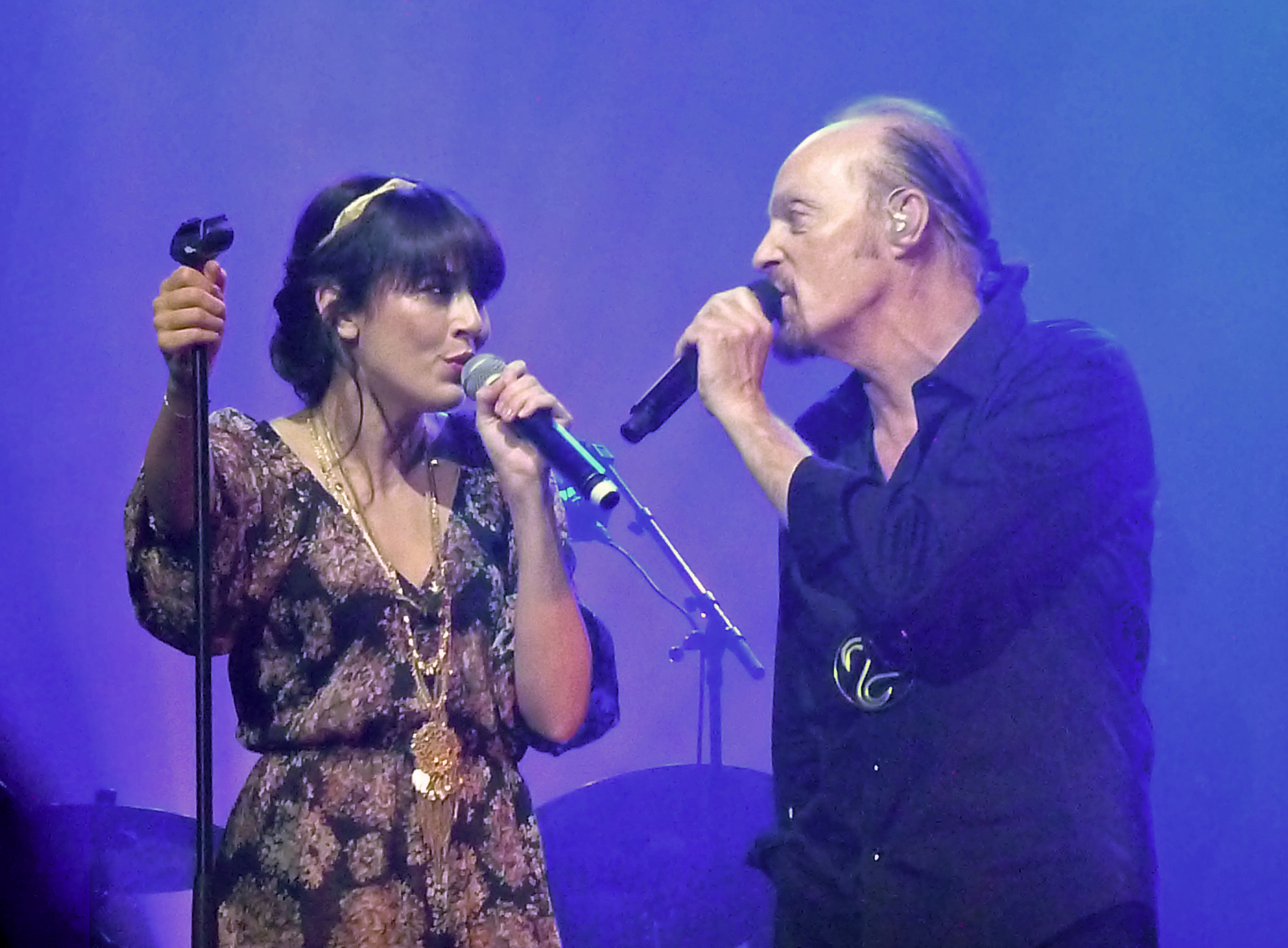
Alan Stivell e Nolwenn Leroy all'Olympia di Parigi nel 2012.

L'anno 2002 segna il cinquantesimo anniversario di carriera di Alan Stivell. Per l'occasione, esce il nuovo album Au-delà des mots ("Oltre le parole"), un disco interamente strumentale dove il musicista suona sei tipi differenti di arpa. Il 15 marzo 2003, Alan Stivell chiude da par suo la seconda Nuit Celtique allo Stade de France di Parigi-St.Denis: lo ascoltano 68 000 persone. Suona due pezzi classici come Tri Martolod ("Tre marinai") e il finale della Symphonie Celtique. Nel 2006 esce Explore, album che ottiene un discreto successo e porta l'artista a tornare in Italia nel maggio del 2009. Nell'ottobre dello stesso anno, per festeggiare i 40 anni da Reflets, Stivell pubblica un nuovo album, dal titolo Emerald.
Nel 2012 ha festeggiato i 40 anni del leggendario concerto all'Olympia di Parigi, con l'uscita di un best of, una registrazione dal vivo nella stessa stanza che segna l'inizio di un tour anniversario. Nel dicembre del 2014, accadrà ancora a Milano e Roma, poco prima l'uscita del suo nuovo album.

## Discografia

### Album
- 1964 - Telenn Geltiek-Harpe celtique (Mouëz-Breiz Records, N° 3344) uscito a nome di Alan Stivell Cochevelou[3][4]
- 1970 - Reflets (Fontana Records, 6325 340)
- 1972 - Renaissance de la harpe celtique (Fontana Records, 6325 302)
- 1972 - À l'Olympia (Fontana Records, 6399 005)
- 1973 - Chemins de terre (Fontana Records, 6325 304) anche intitolato Celtic Rock
- 1974 - E Langonned (Fontana Records, 6325 332)
- 1975 - In Dublin-Am Baile Atha Cliath Yn Nulyn (Fontana Records, 9299 547)
- 1976 - Trema'n Inis (Vers l'île) (Keltia III Records, 9101 851)
- 1977 - Before Landing anche intitolato Raok dilestra-Avant d'accoster
- 1978 - Journée à la maison (Keltia III Records, 0060 138) anche intitolato A Home-Coming
- 1979 - 3rd Live-International Tour tro ar bed (CBS Records, 83505)
- 1980 - Symphonie celtique-Tír na nÓg (CBS Records, CBS 88487) anche intitolato Celtic Symphony
- 1981 - Terre des vivants-Bed an dud vew (Disc'Az Records, AZ/2 373)
- 1983 - Legend-Mojenn-Légende (Disc'Az Records, AZ/475)
- 1985 - Harpes du Nouvel Âge (Disques Dreyfus Records, 240 737-1)
- 1991 - The Mist of Avalon (Disques Dreyfus Records, FDM36197-2)
- 1993 - Again (Disques Dreyfus Records, FDM36198-2)
- 1995 - Brian Boru (Disques Dreyfus Records, FDM36208-2)
- 1998 - 1 Douar (Disques Dreyfus Records, FDM36209-2)
- 2000 - Back to Breizh (Disques Dreyfus Records, FDM36223-2)
- 2002 - Beyond Words (Disques Dreyfus Records, FDM36224-2) anche intitolato Au-delà des mots
- 2006 - Explore (Keltia III Records, K3104)
- 2009 - Emerald (Keltia III Records, 233178)
- 2015 - AMzer (World Village Records, 479107)
- 2018 - Human~Kelt (World Village Records, PIAS)

### Video
- 1999 - Bretagnes à Bercy (CD-DVD)
- 2003 - Nuit Celtique II au Stade de France (CD-DVD)
- 2004 - Parcours (CD-DVD)
- 2013 - 40th Anniversary Olympia 2012 (CD-DVD)

### Collaborazioni
- 1964 - Bagad Bleimor
- 1966 - Graeme Allwright
- 1973 - Ar C'hoarezed Goadeg (À Bobino)
- 1981 - Maria del Mar Bonet (Jardi Tancat)
- 1983 - Angelo Branduardi (Cercando l'Oro)
- 1989 - Kate Bush (Sensual World)
- 1994 - Glenmor (An Distro «E qui è la mia terra»)
- 1999 - Soïg Sibéril (Gwenojenn)
- 2003 - Carlos Núñez (Almas de Fisterra)

## Opere
- Alan Stivell, Jacques Erwan e Marc Legras, Racines interdites / Gwriziad difennet, Jean-Claude Lattès, "Musiques & musiciens", 1979, 224 p.
- Alan Stivell e Jean-Noël Verdier, Telenn, la harpe bretonne, Le Télégramme, 2004, 160 p.
- Alan Stivell e Thierry Jolif (fotog. Yvon Boëlle), Sur la route des plus belles légendes celtes, Arthaud, 2013, 191 p.